# Orthocladius fallax
Orthocladius fallax är en tvåvingeart som först beskrevs av Jean-Jacques Kieffer 1911.  Orthocladius fallax ingår i släktet Orthocladius och familjen fjädermyggor. Inga underarter finns listade i Catalogue of Life.